# Willi Wolff
Willi Wolff (* 16. April 1883 in  Schönebeck (Elbe); † 6. April 1947 in Nizza, Frankreich) war ein deutscher Liedtexter, Drehbuchautor, Filmregisseur und Filmproduzent.

## Leben
Nach einer kaufmännischen Ausbildung studierte Willi Wolff unter anderem in Berlin, Leipzig und Rostock Medizin und Philosophie und promovierte in beiden Fächern. Danach wurde er Zahnarzt in Berlin. Für Rudolf Nelson schrieb er nebenher Chansons, die bei Revuen im Admiralspalast und im Theater am Nollendorfplatz zur Aufführung kamen. Bei Kriegsausbruch 1914 verfasste er auch patriotische Liedtexte.
Seit 1917 arbeitete er als Titelschreiber für Paul Davidsons Produktionsfirma PAGU. Bald danach wurde er als Drehbuchautor tätig, schrieb aber auch weiterhin Liedtexte, unter anderem für die Revuen von Herman Haller.
Mit der Schauspielerin Ellen Richter, die er 1915 heiratete, bildete er in den 1920er Jahren ein festes Team. Als Drehbuchautor, Regisseur und Produzent machte er sie zum Star seiner Abenteuer- und Sensationsfilme, wobei er exotische Spielorte bevorzugte.
1933 wurde seine jüdische Ehefrau mit Schauspielverbot belegt. Wolff machte noch einige Zeit im Filmgeschäft weiter, zuletzt als Produzent für die Riton-Film. 1935 emigrierte das Ehepaar für drei Jahre nach Wien, wo Wolff wieder als Zahnarzt arbeitete. Nach der Annexion Österreichs gelang beiden noch 1938 die Flucht nach Frankreich. Auch hier war Wolff in seinem studierten Beruf aktiv. Nach dem Einmarsch der Wehrmacht flohen Wolff und Ellen Richter Ende 1940 über Lissabon in die USA und ließen sich in New York nieder. Dort begann Wolff wieder zu studieren, um auch den US-amerikanischen Doktorgrad zu erwerben.
Wolff starb an einem Herzinfarkt Anfang April 1947 in einem Hotel in Nizza zu Beginn einer Europareise, die er zusammen mit seiner Frau angetreten hatte.

## Filmografie
als Drehbuchautor, wenn nicht anders angegeben
- 1919: Das Spielzeug der Zarin
- 1919: De Profundis
- 1920: Napoleon und die kleine Wäscherin (auch Produktion)
- 1920: Sizilianische Blutrache (auch Produktion)
- 1920: Die Fürstin Woronzoff
- 1920: Brigantenliebe
- 1920: Der rote Henker
- 1921: Das Rätsel der Sphinx
- 1921: Fahrendes Volk (auch Produktion)
- 1921: Der weiße Tod (auch Produktion)
- 1921: 10 Millionen Volt
- 1921: Hans im Glück
- 1921: Die Abenteurerin von Monte Carlo, drei Teile
- 1922: Lola Montez, die Tänzerin des Königs (Regie)
- 1923: Die Frau mit den Millionen (auch Regie und Produktion)
- 1924: Die große Unbekannte (auch Regie und Produktion)
- 1925: Der Flug um den Erdball (2 Teile, auch Regie und Produktion)
- 1925: Schatten der Weltstadt (auch Regie und Produktion)
- 1926: Wie einst im Mai (auch Regie)
- 1926: Die tolle Herzogin (auch Regie und Produktion)
- 1927: Kopf hoch, Charly! (auch Regie und Produktion)
- 1927: Der Juxbaron (auch Regie)
- 1927: Die schönsten Beine von Berlin (auch Regie)
- 1927: Die Dame mit dem Tigerfell (Regie)
- 1928: Moral (auch Regie)
- 1928: Unmoral (auch Regie und Produktion)
- 1929: Die Frau ohne Nerven (auch Regie und Produktion)
- 1929: Polizeispionin 77 (auch Regie und Produktion)
- 1930: Nur Du (auch Regie und Produktion)
- 1931: Die Marquise von Pompadour (auch Regie)
- 1931: Die Abenteurerin von Tunis (auch Regie)
- 1932: Das Geheimnis um Johann Orth (auch Regie)
- 1932: Strafsache van Geldern (Regie)
- 1933: Manolescu, der Fürst der Diebe (Regie, Produktion)
- 1934: Der schwarze Walfisch (nur Produktion)
- 1935: Wer wagt – gewinnt (nur Produktion)